# Dana Boente
Dana Boente (ur. 7 lutego 1954 w Carlinville) – amerykański prawnik. 

## Życiorys
W sierpniu 2005 został głównym zastępcą prokuratora generalnego. Od 30 stycznia do 9 lutego 2017 był p.o. prokuratora generalnego